# Paramount Records
Paramount Records was een Amerikaans platenlabel bekend van jazz- en bluesmuziek uit de jaren 1920 en begin 1930. Enkele bekende artiesten waren Ma Rainey en Blind Lemon Jefferson.

## Geschiedenis
Paramount Records werd opgericht in 1917 door de  Wisconsin Chair Company. Het hoofdkantoor was gevestigd in Port Washington, Wisconsin en de persfabriek voor platen zat in Grafton. Het label werd beheerd door Fred Dennett Key.
De Wisconsin Chair Company maakte houten kasten van de fonograaf voor Ediron Records. In 1915 werden kasten uitgebracht onder eigen beheer. Platen werden tot de jaren 1920 uitgebracht onder de naam Vista, maar dit werd een flop.

## Race records
Paramount werd gecontracteerd om platen te drukken voor Black Swan Records. Toen dit label opbloeide, kocht Paramount hen over en maakte platen die voor en door Afro-Amerikanen waren gemaakt. Deze zogenaamde race music records (rassenmuziek-platen) werd voor Paramount een zeer lucratieve handel, met name de legendarische 12000-serie.

## Grote depressie
De crisis van de jaren 30 zorgde ervoor dat veel platenmaatschappijen failliet gingen. Paramount stopte met opnames in 1932 en sloot definitief in 1935.
In 1948 werd Paramount opgekocht door John Steiner, die het label nieuw leven inblies voor opnames van belangrijke historische evenementen en nieuwe opnames van jazz en blues.  De rechten van Paramount's back-catalogus werden aangekocht door George H. Buck in 1970. Het gebruik van de naam "Paramount Records" werd gekocht van Buck door Paramount Pictures, wat hiervoor een bedrijf was zonder connectie.

## Trivia
- Samen met Alex van der Tuuk schreef muziekhistoricus Guido van Rijn een rijk geïllustreerde, vijfdelige discografie van het Paramount-label[2]